# Kareena Kapoor
W treści tego artykułu od 2010-05 występują prawdopodobnie wyrażenia zwodnicze, co nie jest zgodne z zasadami przyjętymi w Wikipedii.
Dokładniejsze informacje o tym, co należy poprawić, być może znajdują się w dyskusji tego artykułu.
 Po wyeliminowaniu niedoskonałości należy usunąć szablon  z tego artykułu.

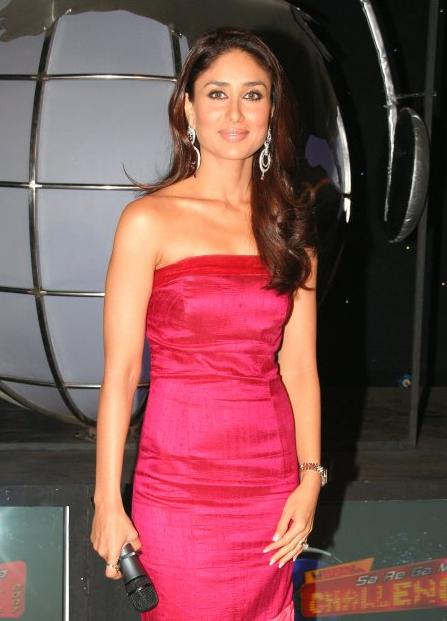
Kareena Kapoor

Kareena Kapoor Khan (ur. 21 września 1980 w Bombaju), jedna z najpopularniejszych aktorek współczesnego Bollywoodu. 16 października 2012 r. wyszła za mąż za indyjskiego aktora Saif Ali Khana. Para ma syna o imieniu Taimur, który urodził się w 2016 roku. 

## Kariera filmowa
Wywodzi się ze znanej w Indiach rodziny filmowej – jej rodzice to znani przed laty aktorzy, Randhir i Babita Kapoor, jej siostra, Karisma Kapoor, wujek Rishi Kapoor oraz kuzyni Shivani Kapoor i Ranbir Kapoor również są aktorami. Karierę filmową rozpoczęła w roku 2000, rolą w filmie Refugee, w którym partnerowała Abhishekowi Bachchanowi. Występ ten przyniósł jej pierwszą nagrodę Filmfare Awards (indyjski odpowiednik Oscarów) w kategorii najlepszy debiut.
W 2001 roku wystąpiła, u boku największych gwiazd indyjskiego kina (m.in. Amitabh Bachchana, Shah Rukh Khana, Kajol i Hrithika Roshana), w przeboju Czasem słońce, czasem deszcz, rola ta ugruntowała jej pozycję jako jednej z najpopularniejszych aktorek młodego pokolenia.

## Nagrody filmowe
W swojej dotychczasowej karierze Kareena Kapoor wystąpiła już w ponad 40 filmach (stan na październik 2012) i zdobyła sześć statuetek Filmfare Awards (stan na 2010 rok) za role w filmach: Refugee, Piękna kurtyzana, Dev, Kiedy ją spotkałem, Omkara i We Are Family – wielokrotnie była też do tej nagrody nominowana. Zdobyła również wiele innych prestiżowych nagród i wyróżnień.

## Filmografia
| Rok  | Film                              | Rola                               | Inne uwagi |
| ---- | --------------------------------- | ---------------------------------- | --- |
| 2016 | Udta Punjab                       | Dr. Preet Sahni                    | Nagroda Filmfare dla Najlepszej Aktorki Drugoplanowej |
| 2016 | Ki & Ka                           | Kia Bansal                         | |
| 2015 | Bajrangi Bhaijaan                 | Rasika                             | |
| 2015 | Brothers                          |                                    | |
| 2015 | Gabbar Is Back                    | Sunaina                            | |
| 2014 | Singham Returns                   | Avni Kamat                         | |
| 2013 | Gori Tere Pyaar Mein              | Dia Sharma                         | |
| 2013 | Satyagraha                        | Yasmin Ahmed                       | |
| 2012 | Talaash: The Answer Lies Within   | Rosie/Simran                       | |
| 2012 | Heroine                           | Mahi Arora                         | Nominacja Filmfare dla Najlepszej Aktorki |
| 2012 | Agent Vinod                       | Iram Parveen Bilal/Dr. Ruby Mendes | |
| 2012 | Ek Main Aur Ekk Tu                | Riana Braganza                     | |
| 2011 | RA. One                           | Sonia S. Subramanium               | |
| 2010 | We Are Family                     | Shreya Arora                       | Nagroda Filmfare dla Najlepszej Aktorki Drugoplanowej |
| 2010 | Milenge Milenge                   | Priya Malhotra                     | |
| 2009 | Trzej idioci                      | Pia V. Sahastrabudhhe              | |
| 2009 | Kambakkht Ishq                    | Simrita 'Sim' Rai                  | |
| 2009 | Billu                             | ona sama                           | gościnnie w piosence Marjaani |
| 2009 | Luck by Chance                    | ona sama                           | gościnnie |
| 2008 | Golmaal Returns                   | Ekta                               | |
| 2008 | Roadside Romeo                    | Laila                              | Głos w animowanym filmie |
| 2008 | Zabójczy styl                     | Pooja                              | |
| 2008 | Halla Bol                         |                                    | gościnnie gra siebie |
| 2007 | Kiedy ją spotkałem                | Geet                               | Nagroda Filmfare dla Najlepszej Aktorki |
| 2007 | Historia miłosna                  |                                    | gościnnie gra siebie |
| 2006 | Don                               | Kamini                             | Cameo – wyświetlany na Festiwalu Filmowym w Berlinie |
| 2006 | Omkara                            | Dolly Mishra                       | Nagroda Filmfare Krytyków dla Najlepszego Aktora, nominacja do Nagrody Filmfare dla Najlepszej Aktorki. Wyświetlany na Międzynarodowym Festiwalu Filmowym w Kairze i na Kara Film Festival w Pakistanie. 10 minutowa zapowiedź filmu przedstawiana podczas Festiwalu Filmowego w Cannes. |
| 2006 | Cicho sza!                        | Shruti                             | |
| 2006 | 36 China Town                     | Priya                              | |
| 2005 | Przyjaźń na zawsze                | Anjali                             | |
| 2005 | Kyon Ki                           | Dr. Tanvi Khurana                  | |
| 2005 | Bewafaa                           | Anjali                             | |
| 2004 | Hulchul                           | Anjali                             | |
| 2004 | W sieci miłości                   | Priya Malhotra                     | |
| 2004 | Fida                              | Neha Mehra                         | pierwsza negatywna rola |
| 2004 | Dev                               | Aaliya                             | Nagroda Filmfare Krytyków dla Najlepszego Aktora |
| 2004 | Młodość                           | Mira                               | |
| 2003 | Piękna kurtyzana                  | Chameli                            | Nagroda Filmfare Special Performance Award |
| 2003 | LOC Kargil                        | Simran                             | |
| 2003 | Main Prem Ki Diwani Hoon          | Sanjana                            | |
| 2003 | Khushi                            | Khushi Singh (Lali)                | |
| 2003 | Talaash: The Hunt Begins...       | Tina                               | |
| 2002 | Jeena Sirf Merre Liye             | Pooja/Pinky                        | |
| 2002 | Czy chcesz być moim przyjacielem? | Tina Kapoor                        | |
| 2001 | Czasem słońce, czasem deszcz      | Pooja „Poo” Sharma Raichand        | nominacja do Nagrody Filmfare dla Najlepszej Aktorki Drugoplanowej. |
| 2001 | Aśoka Wielki                      | Kaurwaki                           | nominacja do Nagrody Filmfare dla Najlepszej Aktorki |
| 2001 | Ajnabee                           | Priya Malhotra                     | |
| 2001 | Wspomnienia                       | Isha Singh Puri                    | |
| 2001 | Mujhe Kucch Kehna Hai             | Pooja Saxena                       | |
| 2000 | Refugee                           | Naaz                               | Nagroda Filmfare za Najlepszy Debiut |